# FRIED GREEN TOMATOES (GLAYの曲)
『FRIED GREEN TOMATOES』（フライド・グリーン・トマトズ）は2021年5月21日に配信されたGLAYのデジタルシングル。

## 概要
年内リリース予定のニューアルバムに先駆けた5か月連続配信リリースの第1弾。曲名はTAKUROの好きな映画から取っている。
曲自体は20年前から存在しており、何度かデモは制作したもののお蔵入りになっていたという。そして2021年になってようやく世に出すことができたとのこと。
J-ROCK、J-POPの要素を色濃く持つこの楽曲はどこか懐かしさも感じられ、GLAYらしい優しい一曲に仕上がっている。TAKURO曰く「楽曲的にはいわゆるGLAYの王道のメロディーだと言われそうですね。なんて言うか、とてもGLAYらしいと思います」とのこと。
本曲のリリースに合わせて、「新曲のジャケット写真をあしらった特設サイト」と「5か月連続配信リリース作品のスポット映像」も公開された。

## 記録
オリコン週間デジタルシングルチャート（2021年05月31日付）では、初週で3366ダウンロードを記録し、24位を獲得。

## 収録曲
1. FRIED GREEN TOMATOES
  - 作詞・作曲：TAKURO　編曲：GLAY&亀田誠治